# NGC 6790
NGC 6790 (بالإنجليزية: NGC 6790)‏ الذي يرمز له بالرمز NGC 6790، هو نجم، وسديم كوكبي، في كوكبة العقاب.

## الاكتشاف
اكتشف في 16 يوليو 1882، بواسطة إدوارد تشارلز بيكرنج.